# Premi Sebastiane

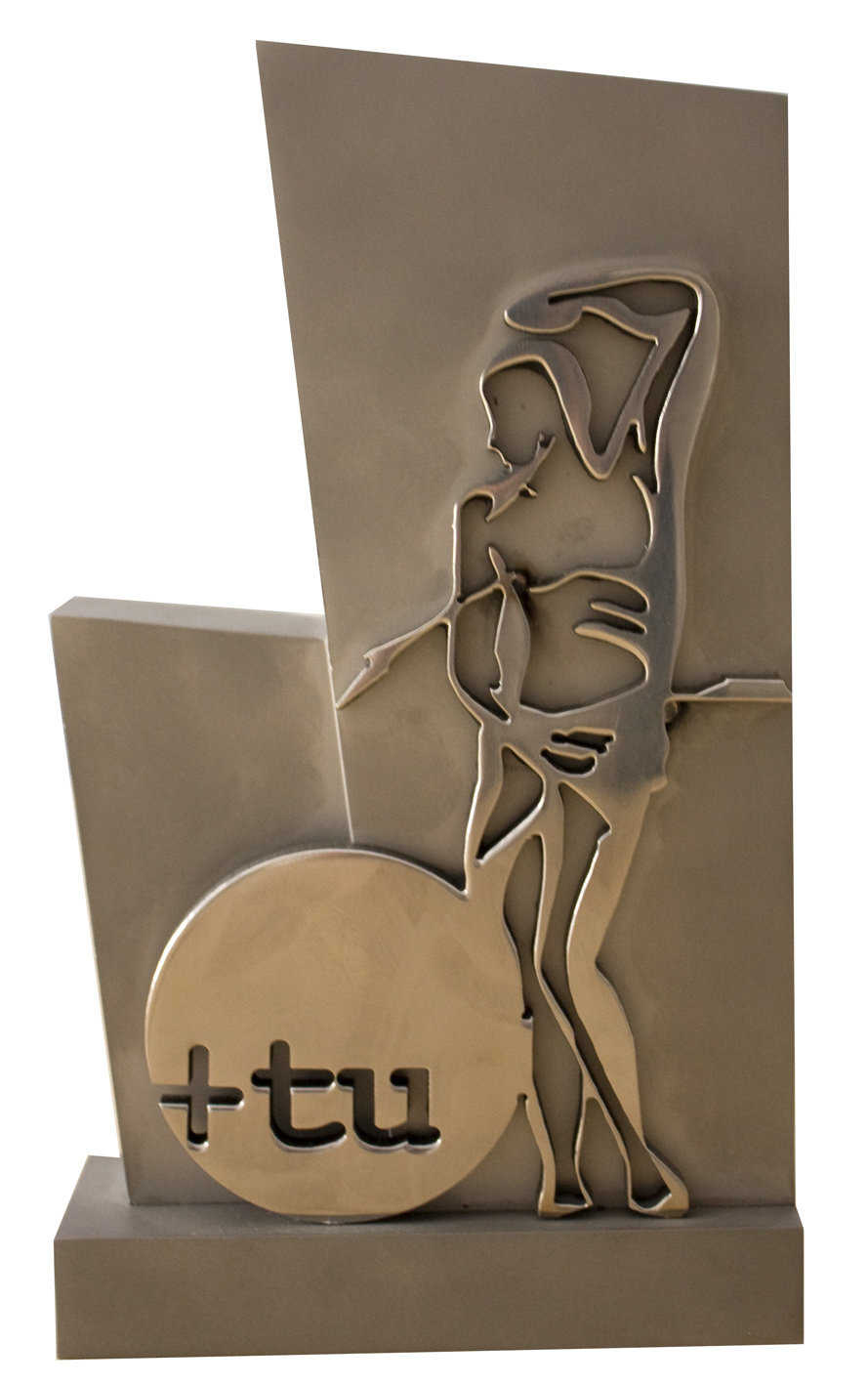
Estatueta del premi

El premi Sebastiane és un premi cinematogràfic que es lliura cada mes de setembre, des de l'any 2000, al film o documental projectat durant el Festival Internacional de Cinema de Sant Sebastià que millor reflecteixi els valors i la realitat de lesbianes, gais, transsexuals i bisexuals. La selecció de la pel·lícula guanyadora es realitza entre totes la seccions que componen el Festival: Secció Oficial, Zabaltegui, Horitzons Llatins, Made in Spain, etc.

## Història
En l'any 2000 va néixer la idea de crear un premi de cinema gai-lèsbic dintre de l'àmbit del Festival de Cinema de Sant Sebastià (Zinemaldia).
Aquesta idea va sorgir entre les files de Gehitu, Associació de gais, lesbianes, bisexuals i transsexuals del País Basc. Amb això es pretenia que, igual que ja succeïa des de 1987 en la Berlinale amb el Teddy Award, el premi ajudés que les pel·lícules amb contingut homosexual tinguessin major rellevància en les sales de cinema i en els mitjans de comunicació generalistes.
La primera pel·lícula en la qual va recaure el Premi Sebastiane va ser Kràmpack, del director Cesc Gay, que presentava amb originalitat, humor i tendresa el despertar afectiu d'un adolescent homosexual. En aquesta edició van formar part del jurat: l'escriptor Luis G. Martín, la crítica de cinema, Begoña del Teso, Ángel Retamar de la revista Zero i els socis de Gehitu, Patricia García i David Montero.
El nom del premi, "Sebastiane", es va posar en honor de la pel·lícula del mateix nom, que va dirigir en 1976 el britànic Derek Jarman. Va ser la seva primera pel·lícula, en la qual, el director va fer tracte introspectiu del soldat romà Sebastià, màrtir del cristianisme, després sant en l'Edat Mitjana i, posteriorment, convertit en icona homoeròtica.
Sant Sebastià, patró de Sant Sebastià, suposa un símbol de les arrels de la mateixa ciutat seu del Festival com de la pròpia cultura homosexual. Tot això fa que sigui la imatge perfecta que representi al Premi Sebastiane.

## Premi
L'estatueta del premi representa la silueta en metall de la imatge amb la qual tradicionalment es representa al màrtir Sant Sebastià: un cos seminu, travessat el seu tors per unes fletxes. Darrere d'aquesta silueta es troben dos blocs d'acer inoxidable que simulen els dos quadrats del Kursaal, seu del Festival.

## Palmarès
Els guanyadors d'aquest premi des de la seva creació han estat:
| Any  | País         | Pel·lícula                    | Director                       |
| ---- | ------------ | ----------------------------- | ------------------------------ |
| 2000 | Espanya      | Krámpack                      | Cesc Gay                       |
| 2001 | Itàlia       | Le fate ignoranti             | Ferzan Ozpetek                 |
| 2002 | Sri Lanka    | Tani tatuwen pyabanna         | Asoka Handagama                |
| 2003 | Algèria      | Le Soleil assassiné           | Abdelkrim Bahloul              |
| 2004 | Tailàndia    | Beautiful Boxer               | Ekachai Uekrongtham            |
| 2005 | Espanya      | Malas temporadas              | Manuel Martín Cuenca           |
| 2006 | Guatemala    | Estrellas de la Línea         | Chema Rodríguez                |
| 2007 | Líban        | Caramel                       | Nadine Labaki                  |
| 2008 | Estats Units | Vicky Cristina Barcelona      | Woody Allen                    |
| 2009 | Perú         | Contracorriente               | Javier Fuentes-León            |
| 2010 | Espanya      | 80 egunean                    | Jose Mari Goenaga i Jon Garaño |
| 2011 | Irlanda      | Albert Nobbs                  | Rodrigo García                 |
| 2012 | Xile         | Joven y alocada               | Marialy Rivas                  |
| 2013 | Estats Units | Dallas Buyers Club            | Jean Marc Vallée               |
| 2014 | França       | Une nouvelle amie             | François Ozon                  |
| 2015 | Estats Units | Freeheld                      | Peter Sollett                  |
| 2016 | Israel       | Bar Bahar                     | Maysaloun Hamoud               |
| 2017 | França       | 120 Battements par minute     | Robin Campillo                 |
| 2018 | Bèlgica      | Girl                          | Lukas Dhont                    |
| 2019 | Colòmbia     | Monos                         | Alejandro Landes               |
| 2020 | /            | Falling                       | Viggo Mortensen                |
| 2021 | Nova Zelanda | The Power of the Dog          | Jane Campion                   |
| 2022 | Canadà       | Something You Said Last Night | Luis De Filippis               |

## Sebastiane Latino
El 2013, es dona un salt amb la creació del Premi Sebastiane Latino, reconeixent la millor producció LGTB llatinoamericana de l'any. Aquest segon premi ja no és una pel·lícula seleccionada pel Zinemaldi sinó que és visionada per un jurat especialitzat al llarg de tot l'any.
| Any  | País      | Pel·lícula           | Director                |
| ---- | --------- | -------------------- | ----------------------- |
| 2013 | Mèxic     | Quebranto            | Roberto Fiesco          |
| 2014 | Brasil    | Praia do Futuro      | Karim Aïnouz            |
| 2015 | Argentina | Mariposa             | Marco Berger            |
| 2016 | Xile      | Rara                 | Pepa San Martín         |
| 2017 | Xile      | Una mujer fantástica | Sebastián Lelio         |
| 2018 | Paraguay  | Las herederas        | Marcelo Martinessi      |
| 2019 | Guatemala | Temblores            | Jayro Bustamante        |
| 2020 | Argentina | Las mil y una        | Clarisa Navas           |
| 2021 | Brasil    | Medusa               | Anita Rocha da Silveira |
| 2022 | Argentina | Sublime              | Mariano Biasin          |